# En casa de Bárbara
En casa de Bárbara és un programa de televisió de cuina presentat per Bárbara Rey, produït per Ximo Pérez, de la productora Trivisión, que es va emetre a Canal Nou de Radio Televisió Valenciana entre l'any 2000 i l'any 2005. El programa es va reposar en 2012, l'any abans del tancament de la cadena pública valenciana.
La cuina estava preparada i ajudada per David Alcocel.

## Escàndol sobre el motiu inicial del programa
La creació del programa s'ha connectat amb els episodis que implicaren la paralització d'una entrevista de Bárbara Rey, el 17 de juliol de 1997 al programa Tómbola, que el periodista Quico Arabí sí que va realitzar al dia següent per al Levante-EMV, on la actriu i cantant va confessar que estava guardant un silenci que afectava a gent important. Segons els periodistes Manuel Cerdán i Antonio Rubio, es varen traure 500 milions de pessetes dels Fons Reservats de l'Estat per a pagar el silenci de Bárbara Rey i segons el periodista Quico Arabí fou la forma de pagar a Bárbara Rey amb l'encàrrec de presentar el programa de cuina En casa de Bárbara a Canal Nou.